# Луцій Антоній Сатурнін
Луцій Антоній Сатурнін (лат. Lucius Antonius Saturninus; ? — 89) — римський державний діяч і воєначальник з роду Антоніїв, консул-суффект 82 року. Відомий своїм виступом проти імператора Доміціана.

## Біографія
Розпочав кар'єру за імператора Нерона. 69 року був на боці Веспасіана в боротьбі за імператорську владу. Близько 72 року став адлектом до колегії преторів. 73 року Сатурнін був підвищений Веспасіаном у стан сенаторів. 76 року отримав посаду проконсула провінції Македонія.
У 82 році став консулом-суффектом разом з Публієм Валерієм Патруіном. Був призначений намісником провінції Верхня Германія. У 88 році підняв заколот з легіонами Legio XIV Gemina та Legio XXI Rapax проти римського імператора Доміціана. 1 січня 89 року проголосив себе в Майнці імператором. Після 42 днів повстання був розбитий біля Кобленца намісником Нижньої Германії — Авлом Буцієм Лаппієм Максимом.
Луцію Антонію Сатурніну не вдалося залучити на свій бік солдатів Доміціана, так як імператор, дізнавшись про заколот, підняв на третину платню армії і дав солдатам значні привілеї. Сатурнін був убитий у бою. Після придушення заколоту голову Сатурніна виставили на Римському Форумі, а віддані Доміціану легіони отримали назву лат. pia fidelis — «вірні, які люблять». Також імператор видав наказ, за яким в одному таборі не можна розміщувати більше двох легіонів.